# ديف ماكشاري
ديف ماكشاري (بالإنجليزية: Dave McSharry)‏ هو لاعب اتحاد الرغبي أيرلندي، ولد في 10 يوليو 1990 في دبلن في جمهورية أيرلندا.